# Cunobelinos
Cunobelinos (mort en 41) est un roi breton mi-historique mi-légendaire. Nommé Cynfelyn ou Kynvelin dans la tradition galloise, il a été mis en scène par Shakespeare sous le nom de Cymbeline.

## Le roi historique

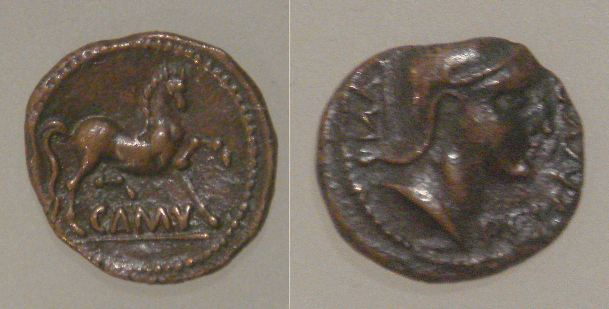
Monnaies en bronze Cunobelinos vers 1-41 apr. J.-C. Musée de London.

Cunobelinos est probablement le fils de Tasciovanos. Il devient un des plus puissants rois de la Bretagne Insulaire.
L'expansion de sa puissance est rapide et fait peut-être suite à un exil de la cour royale. Il apparait vers 1 apr. J.-C. comme roi des Trinovantes installés dans les comtés actuels de Suffolk et d'Essex et établit sa capitale à « Camulodunum » (c'est-à-dire : Colchester). Il étend ensuite son pouvoir sur les Catuvellauni de 10 à 41. À cette époque, il combat sans doute Andoco, mais dans la seconde décennie du Ier siècle, Cunobelinos domine le territoire situé sur la rive nord de la Tamise et commence à étendre sa souveraineté vers le sud en déposant Verica vers 40. Cunebelinos s'oppose à trois empereur romains, Auguste, Tibère et Caligula qui doivent mener des campagnes contre lui, malgré leurs préoccupations du fait des hostilités en Germanie. Le roi semble être le dernier grand monarque de la Bretagne pré-romaine. Il meurt en 41 en laissant trois fils, Amminios, qui chassé par son père se réfugie auprès de Caligula , Togodumnus, et Caratacos.

## Le souverain légendaire
Geoffroy de Monmouth dans son Historia regum Britanniae présente Kimbelin comme le fils et successeur de Tenuantius, c'est-à-dire Tasciovanos. Il aurait été élevé à Rome par Auguste et serait devenu un vaillant guerrier. Son amitié pour les romains est telle qu'il accepte de payer volontairement un tribut dont il pouvait se dispenser. Contemporain de la naissance de Jésus-Christ, il règne dix ans et laisse deux fils : l'ainé nommé Guiderius, et le cadet Arvirargus, qui seront successivement rois de l'île de Bretagne.
Sa cour aurait été située sur une colline blanche (peut-être Londres) car le barde Taliesin dit de lui-même « j'ai été sur la colline blanche, à la cour de Kynvelin »

## Sources
- (en) Peter Bartrum, A Welsh classical dictionary: people in history and legend up to about A.D. 1000, Aberystwyth, National Library of Wales, 1993 (ISBN 9780907158738), p. 174-175 CUNOBELINUS.
- (en) Mike Ashley British Kings & Queens, Robinson (Londres 1998)  (ISBN 1841190969) « Cunobelin », p.  73-74, table p.  67.
- John Haywood, Atlas historique des Celtes, Éditions Autrement, Paris, 2002,  (ISBN 2-7467-0187-1)
- Geoffroy de Monmouth, Histoire des rois de Bretagne, traduit et commenté par Laurence Mathey-Maille, Édition Les belles lettres, coll. « La roue à livres », Paris, 2004,  (ISBN 2-251-33917-5)